# Оттерберг
Оттерберг (нем. Otterberg) — город в Германии, в земле Рейнланд-Пфальц. 
Входит в состав района Кайзерслаутерн. Подчиняется управлению Оттерберг.  Население составляет 5249 человек (на 31 декабря 2010 года). Занимает площадь 32,09 км². Официальный код  —  07 3 35 035.